# Liste des monuments historiques protégés en 1898
Cet article recense les monuments historiques français classés en 1898.

## Protections
| Édifice                                               | Commune                 | Département     | Région               | Protection | Base Mérimée                         | Coordonnées                        | Image |
| ----------------------------------------------------- | ----------------------- | --------------- | -------------------- | ---------- | ------------------------------------ | ---------------------------------- | ----- |
| Tour sur le Gloeckelsberg                             | Blaesheim               | Bas-Rhin        | Grand Est            | classé     | « PA00084625 », notice no PA00084625 | 48° 30′ 08″ nord, 7° 36′ 31″ est   |       |
| Château de Salm                                       | La Broque               | Bas-Rhin        | Grand Est            | classé     | « PA00084659 », notice no PA00084659 | 48° 27′ 37″ nord, 7° 10′ 22″ est   |       |
| Abbaye d'Ebersmunster                                 | Ebersmunster            | Bas-Rhin        | Grand Est            | classé     | « PA00084701 », notice no PA00084701 | 48° 18′ 12″ nord, 7° 32′ 01″ est   |       |
| Église Saint-Trophime d'Eschau                        | Eschau                  | Bas-Rhin        | Grand Est            | classé     | « PA00084707 », notice no PA00084707 | 48° 29′ 00″ nord, 7° 43′ 46″ est   |       |
| Église protestante de Mitschdorf                      | Goersdorf               | Bas-Rhin        | Grand Est            | classé     | « PA00084717 », notice no PA00084717 | 48° 57′ 33″ nord, 7° 46′ 25″ est   |       |
| Musée du Donon                                        | Grandfontaine           | Bas-Rhin        | Grand Est            | classé     | « PA00084719 », notice no PA00084719 | 48° 29′ 55″ nord, 7° 07′ 43″ est   |       |
| Château du Grand-Geroldseck                           | Haegen                  | Bas-Rhin        | Grand Est            | classé     | « PA00084722 », notice no PA00084722 | 48° 42′ 20″ nord, 7° 17′ 52″ est   |       |
| Château du Petit-Geroldseck                           | Haegen                  | Bas-Rhin        | Grand Est            | classé     | « PA00084723 », notice no PA00084723 | 48° 42′ 20″ nord, 7° 17′ 52″ est   |       |
| Église Saint-Pierre-et-Paul d'Hohatzenheim            | Hohatzenheim            | Bas-Rhin        | Grand Est            | classé     | « PA00084751 », notice no PA00084751 | 48° 43′ 04″ nord, 7° 36′ 45″ est   |       |
| Château de Fleckenstein                               | Lembach                 | Bas-Rhin        | Grand Est            | classé     | « PA00084774 », notice no PA00084774 | 49° 00′ 45″ nord, 7° 46′ 06″ est   |       |
| Château du Frœnsbourg                                 | Lembach                 | Bas-Rhin        | Grand Est            | classé     | « PA00084775 », notice no PA00084775 | 49° 00′ 45″ nord, 7° 46′ 06″ est   |       |
| Château Guirbaden                                     | Mollkirch               | Bas-Rhin        | Grand Est            | classé     | « PA00084793 », notice no PA00084793 | 48° 30′ 21″ nord, 7° 21′ 56″ est   |       |
| Château du Frankenbourg                               | Neubois                 | Bas-Rhin        | Grand Est            | classé     | « PA00084819 », notice no PA00084819 | 48° 18′ 10″ nord, 7° 19′ 03″ est   |       |
| Château du Wasenbourg                                 | Niederbronn-les-Bains   | Bas-Rhin        | Grand Est            | classé     | « PA00084830 », notice no PA00084830 | 48° 57′ 50″ nord, 7° 38′ 23″ est   |       |
| Château Wasigenstein                                  | Niedersteinbach         | Bas-Rhin        | Grand Est            | classé     | « PA00084834 », notice no PA00084834 | 49° 02′ 18″ nord, 7° 42′ 49″ est   |       |
| Château du Nideck                                     | Oberhaslach             | Bas-Rhin        | Grand Est            | classé     | « PA00084843 », notice no PA00084843 | 48° 34′ 07″ nord, 7° 17′ 44″ est   |       |
| Fortifications gallo-romaines sur le Ringelsberg      | Oberhaslach             | Bas-Rhin        | Grand Est            | classé     | « PA00084845 », notice no PA00084845 | 48° 34′ 07″ nord, 7° 17′ 44″ est   |       |
| Château de Hohenstein                                 | Oberhaslach             | Bas-Rhin        | Grand Est            | classé     | « PA00084842 », notice no PA00084842 | 48° 34′ 07″ nord, 7° 17′ 44″ est   |       |
| Château du Grand-Ringelstein                          | Oberhaslach             | Bas-Rhin        | Grand Est            | classé     | « PA00084844 », notice no PA00084844 | 48° 34′ 07″ nord, 7° 17′ 44″ est   |       |
| Remparts d'Obernai                                    | Obernai                 | Bas-Rhin        | Grand Est            | classé     | « PA00084867 », notice no PA00084867 | 48° 27′ 34″ nord, 7° 28′ 48″ est   |       |
| Château de Lutzelhardt                                | Obersteinbach           | Bas-Rhin        | Grand Est            | classé     | « PA00084870 », notice no PA00084870 | 49° 02′ 17″ nord, 7° 40′ 23″ est   |       |
| Château du Petit-Arnsberg                             | Obersteinbach           | Bas-Rhin        | Grand Est            | classé     | « PA00084871 », notice no PA00084871 | 49° 02′ 17″ nord, 7° 40′ 23″ est   |       |
| Château d'Ochsenstein                                 | Reinhardsmunster        | Bas-Rhin        | Grand Est            | classé     | « PA00084899 », notice no PA00084899 | 48° 40′ 57″ nord, 7° 17′ 59″ est   |       |
| Église de l'Assomption-de-la-Vierge de Rosenwiller    | Rosenwiller             | Bas-Rhin        | Grand Est            | classé     | « PA00084907 », notice no PA00084907 | 48° 30′ 31″ nord, 7° 25′ 33″ est   |       |
| Chapelle Saint-Jacques de Saint-Nabor                 | Saint-Nabor             | Bas-Rhin        | Grand Est            | classé     | « PA00084923 », notice no PA00084923 | 48° 26′ 29″ nord, 7° 25′ 03″ est   |       |
| Château Greifenstein                                  | Saverne                 | Bas-Rhin        | Grand Est            | classé     | « PA00084951 », notice no PA00084951 | 48° 44′ 25″ nord, 7° 20′ 31″ est   |       |
| Pierres funéraires de l'église Saint-Étienne de Seltz | Seltz                   | Bas-Rhin        | Grand Est            | classé     | « PA00085006 », notice no PA00085006 | 48° 53′ 38″ nord, 8° 06′ 18″ est   |       |
| Église simultanée Saint-Jean-Baptiste de Hohwiller    | Soultz-sous-Forêts      | Bas-Rhin        | Grand Est            | classé     | « PA00084752 », notice no PA00084752 | 48° 56′ 46″ nord, 7° 52′ 25″ est   |       |
| Église Sainte-Madeleine de Strasbourg                 | Strasbourg              | Bas-Rhin        | Grand Est            | classé     | « PA00085028 », notice no PA00085028 | 48° 34′ 17″ nord, 7° 46′ 03″ est   |       |
| Église Saint-Arbogast d'Offenheim                     | Stutzheim-Offenheim     | Bas-Rhin        | Grand Est            | classé     | « PA00085199 », notice no PA00085199 | 48° 37′ 36″ nord, 7° 37′ 38″ est   |       |
| Château Bilstein                                      | Urbeis                  | Bas-Rhin        | Grand Est            | classé     | « PA00085203 », notice no PA00085203 | 48° 19′ 57″ nord, 7° 12′ 11″ est   |       |
| Église Sainte-Walburge de Walbourg                    | Walbourg                | Bas-Rhin        | Grand Est            | classé     | « PA00085208 », notice no PA00085208 | 48° 53′ 09″ nord, 7° 46′ 58″ est   |       |
| Château de Wangenbourg                                | Wangenbourg-Engenthal   | Bas-Rhin        | Grand Est            | classé     | « PA00085212 », notice no PA00085212 | 48° 37′ 17″ nord, 7° 18′ 18″ est   |       |
| Château du Hohenbourg                                 | Wingen                  | Bas-Rhin        | Grand Est            | classé     | « PA00085240 », notice no PA00085240 | 49° 02′ 21″ nord, 7° 48′ 52″ est   |       |
| Château de Lœwenstein                                 | Wingen                  | Bas-Rhin        | Grand Est            | classé     | « PA00085241 », notice no PA00085241 | 49° 02′ 21″ nord, 7° 48′ 52″ est   |       |
| Église Saint-Ulrich de Wissembourg                    | Wissembourg             | Bas-Rhin        | Grand Est            | classé     | « PA00085244 », notice no PA00085244 | 49° 01′ 06″ nord, 7° 57′ 42″ est   |       |
| Église Saint-Jean-l'Évangéliste de Wissembourg        | Wissembourg             | Bas-Rhin        | Grand Est            | classé     | « PA00085246 », notice no PA00085246 | 49° 01′ 06″ nord, 7° 57′ 42″ est   |       |
| Château de l'Ébaupinay                                | Le Breuil-sous-Argenton | Deux-Sèvres     | Nouvelle-Aquitaine   | classé     | « PA00101204 », notice no PA00101204 | 47° 00′ 12″ nord, 0° 26′ 40″ ouest |       |
| Abbaye de Cadouin                                     | Le Buisson-de-Cadouin   | Dordogne        | Nouvelle-Aquitaine   | classé     | « PA00082415 », notice no PA00082415 | 44° 49′ 15″ nord, 0° 53′ 24″ est   |       |
| Pierres tombales de Beblenheim                        | Beblenheim              | Haut-Rhin       | Grand Est            | classé     | « PA00085335 », notice no PA00085335 | 48° 09′ 33″ nord, 7° 20′ 30″ est   |       |
| Maison des Têtes de Colmar                            | Colmar                  | Haut-Rhin       | Grand Est            | classé     | « PA00085380 », notice no PA00085380 | 48° 06′ 36″ nord, 7° 23′ 05″ est   |       |
| Ancien Palais de la Régence d'Ensisheim               | Ensisheim               | Haut-Rhin       | Grand Est            | classé     | « PA00085421 », notice no PA00085421 | 47° 51′ 11″ nord, 7° 22′ 21″ est   |       |
| Couvent de Feldbach                                   | Feldbach                | Haut-Rhin       | Grand Est            | classé     | « PA00085429 », notice no PA00085429 | 47° 32′ 02″ nord, 7° 15′ 22″ est   |       |
| Château du Hugstein                                   | Guebwiller              | Haut-Rhin       | Grand Est            | classé     | « PA68000067 », notice no PA68000067 | 47° 54′ 35″ nord, 7° 12′ 36″ est   |       |
| Église mixte de Wihr-en-Plaine                        | Horbourg-Wihr           | Haut-Rhin       | Grand Est            | classé     | « PA00085459 », notice no PA00085459 | 48° 04′ 58″ nord, 7° 24′ 14″ est   |       |
| Prieuré d'Alspach                                     | Kaysersberg             | Haut-Rhin       | Grand Est            | classé     | « PA00085475 », notice no PA00085475 | 48° 09′ 18″ nord, 7° 14′ 17″ est   |       |
| Église Saint-Jean-Baptiste de Lautenbach              | Lautenbach              | Haut-Rhin       | Grand Est            | classé     | « PA00085503 », notice no PA00085503 | 47° 57′ 10″ nord, 7° 09′ 52″ est   |       |
| Abbaye de Masevaux                                    | Masevaux                | Haut-Rhin       | Grand Est            | classé     | « PA00085509 », notice no PA00085509 | 47° 46′ 40″ nord, 6° 59′ 41″ est   |       |
| Bollwerk                                              | Mulhouse                | Haut-Rhin       | Grand Est            | classé     | « PA00085527 », notice no PA00085527 | 47° 44′ 57″ nord, 7° 19′ 33″ est   |       |
| Église protestante de Muntzenheim                     | Muntzenheim             | Haut-Rhin       | Grand Est            | classé     | « PA00085553 », notice no PA00085553 | 48° 06′ 03″ nord, 7° 28′ 09″ est   |       |
| Hôpital de Ribeauvillé                                | Ribeauvillé             | Haut-Rhin       | Grand Est            | classé     | « PA00085591 », notice no PA00085591 | 48° 12′ 23″ nord, 7° 17′ 12″ est   |       |
| Château de Bilstein                                   | Riquewihr               | Haut-Rhin       | Grand Est            | classé     | « PA00085599 », notice no PA00085599 | 48° 10′ 44″ nord, 7° 16′ 21″ est   |       |
| Hôpital de Sainte-Marie-aux-Mines                     | Sainte-Marie-aux-Mines  | Haut-Rhin       | Grand Est            | classé     | « PA00085665 », notice no PA00085665 | 48° 13′ 43″ nord, 7° 10′ 09″ est   |       |
| Château d'Engelbourg                                  | Thann                   | Haut-Rhin       | Grand Est            | classé     | « PA00085695 », notice no PA00085695 | 47° 48′ 50″ nord, 7° 05′ 42″ est   |       |
| Château de Vitré                                      | Vitré                   | Ille-et-Vilaine | Bretagne             | classé     | « PA00090896 », notice no PA00090896 | 48° 06′ 51″ nord, 1° 11′ 37″ ouest |       |
| Pont Lesdiguières                                     | Le Pont-de-Claix        | Isère           | Auvergne-Rhône-Alpes | classé     | « PA00117241 », notice no PA00117241 | 45° 07′ 33″ nord, 5° 42′ 07″ est   |       |
| Chapelle Saint-Fridolin                               | Haselbourg              | Moselle         | Grand Est            | classé     | « PA00106779 », notice no PA00106779 | 48° 41′ 22″ nord, 7° 13′ 19″ est   |       |
| Chapelle Saint-Jean-Baptiste de Contz-les-Bains       | Contz-les-Bains         | Moselle         | Grand Est            | classé     | « PA00106730 », notice no PA00106730 | 49° 27′ 18″ nord, 6° 19′ 04″ est   |       |
| Chapelle Saint-Barthélémy de Vantoux                  | Vantoux                 | Moselle         | Grand Est            | classé     | « PA00107020 », notice no PA00107020 | 49° 07′ 56″ nord, 6° 14′ 00″ est   |       |
| Église Saint-Clément de Vionville                     | Vionville               | Moselle         | Grand Est            | classé     | « PA00107029 », notice no PA00107029 | 49° 05′ 27″ nord, 5° 56′ 49″ est   |       |
| Église saint Philbert de Noirmoutier-en-l'Île         | Noirmoutier-en-l'Île    | Vendée          | Pays de la Loire     | classé     | « PA00110185 », notice no PA00110185 | 47° 00′ 31″ nord, 2° 15′ 45″ ouest |       |